# Aljibe de Mercadal

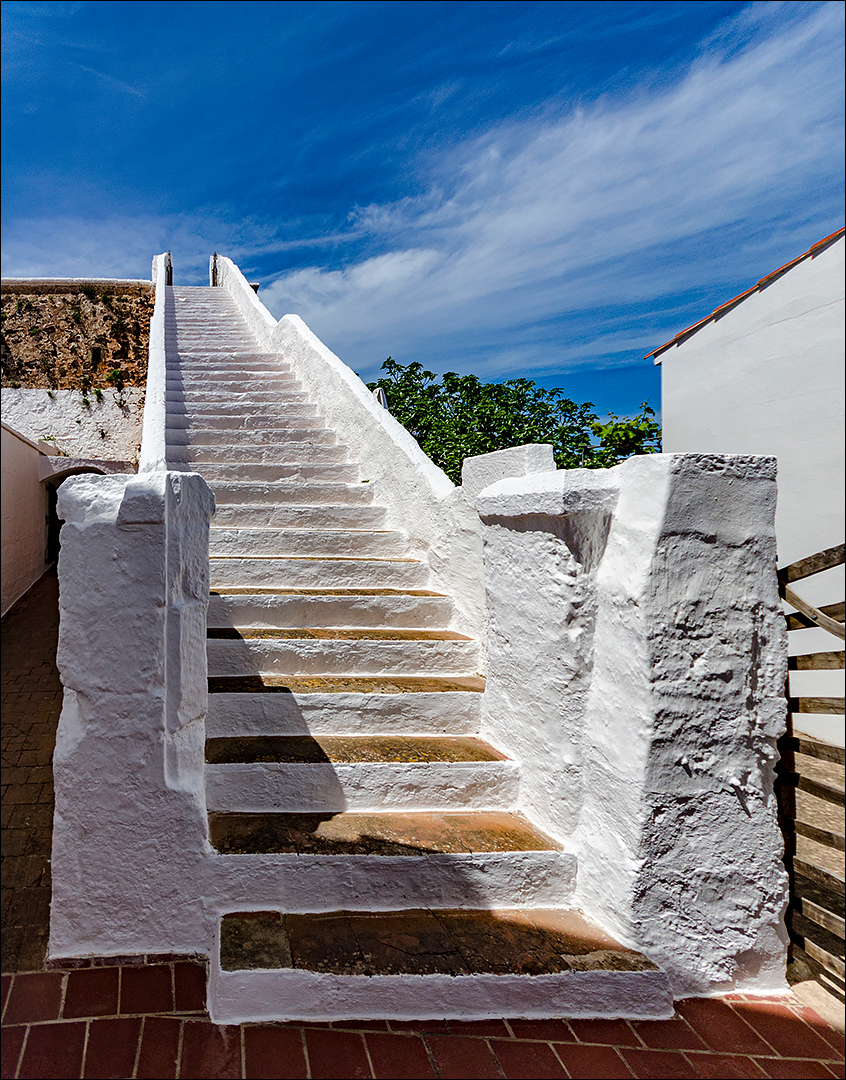
Mercadal—Aljub

El aljibe de Mercadal, en menorquín S'Aljub d'Es Mercadal, es un aljibe de considerables dimensiones construido por orden del entonces gobernador británico de Menorca, Richard Kane, y cuya construcción se inició en el año 1735.
El motivo por el que se eligió esta población para construir el aljibe parece estar relacionada con la necesidad de disponer de agua potable para los desplazamientos entre la ciudad de Mahón, situada en el extremo oeste de la isla de Menorca y la de Ciudadela situada en el extremo este. La localidad de Mercadal quedaba aproximadamente a medio camino entre ambas por lo que suponía un lugar adecuado para abrevar a las cabalgaduras.
Se puede acceder al mismo desde la Calle Ciudadela (Carrer de Ciutadella) en su cruce con la Calle de Enmedio (Carrer d'Enmig). Una reja guarda el acceso a las escaleras que conducen a la parte superior del aljibe.

## Arquitectura
Esta construcción es obra de un ingeniero militar como se puede ver en el aspecto macizo de sus monumentales muros inclinados muy típicos de las fortificaciones de la época.
El aljibe tiene unas medidas de 20 por 40 metros por nueve de altura.